# Garrett Fort
Garrett Fort est un scénariste américain né le 5 juin 1900 et mort le 26 octobre 1945.

## Filmographie partielle
- 1922 : Le Serment (Five Days to Live) de Norman Dawn (co-scénariste)
- 1928 : La Petite Dame du vestiaire (Naughty Baby) de Mervyn LeRoy
- 1929 : Applause de Rouben Mamoulian
- 1929 : Jealousy de Jean de Limur
- 1930 : Scotland Yard de William K. Howard
- 1931 : Dracula de Tod Browning
- 1931 : Frankenstein de James Whale
- 1932 : 70,000 Witnesses de Ralph Murphy
- 1934 : La Patrouille perdue (The Lost Patrol), de John Ford
- 1935 : Jalna de John Cromwell
- 1936 : La Fille de Dracula (Dracula's Daughter) de Lambert Hillyer
- 1940 : Le Signe de Zorro (The Mark of Zorro) de Rouben Mamoulian
- 1941 : Among the Living de Stuart Heisler
- 1945 : Du sang dans le soleil (Blood on the Sun) de Frank Lloyd